# Spandrill

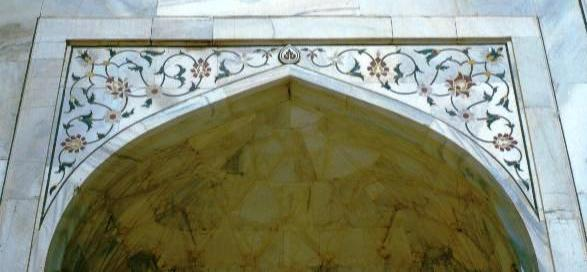
Spandrill ovanför en öppning på Taj Mahal.

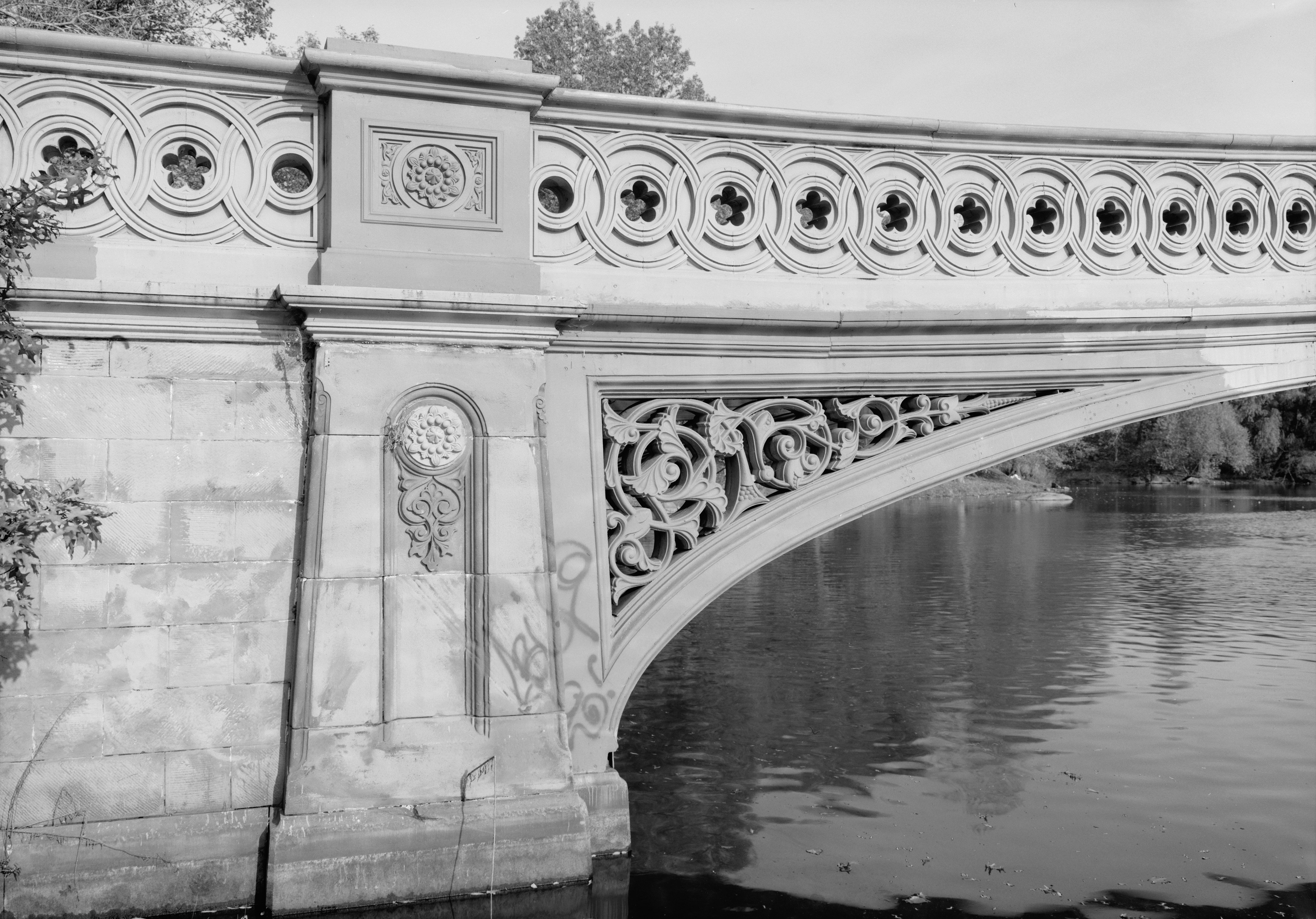
Bro i Central Park i New York med öppna spandriller.

Spandrill eller svickel (från tyskans Zwickel, "kil") är en kilformad, nedåt avsmalnande, triangulär byggnadsdel som är belägen mellan en båges sida med horisontalen dragen från dess hjässpunkt och vertikalen från dess anfang, eller mellan två valvbågar i en arkad eller på ett valv med ribbor.
Det finns fyra eller fem etablerade och besläktade innebörder i ordet spandrill inom arkitektur och konsthistoria. Alla syftar på ytan mellan en svängd figur och en rektangulär avgränsning, som till exempel ytan mellan böjningen på en valvbåge och en rektilinjär ram, eller den väggyta som omges av valvbågar i en arkad och gördelgesims eller ramen ovanför dessa, eller ytan mellan den mittersta medaljongen på en matta och mattans hörn eller ytan mellan en cirkulär urtavla och hörnen på den infattning där urtavlan sitter. Även ytan under en trappa, som kan användas som förvaringsplats, kallas för spandrill.
Spandriller över entréer inom perpendikulärstilen är i allmänhet rikt dekorerade. Vid Magdalen College i Oxford finns en effektfullt perforerad spandrill. Spandriller vid dörrar är ofta utsmyckade i dekorationsstil, men är sällan en del av själva dörröppningens konstruktion, då den ligger ovanför öppningen.
Eftersom valvbågar ofta används i brokonstruktioner, finns spandriller även i dessa. Ytorna mellan de flesta valvbågar, fram till att stål började att användas och återanvändas på 1800- och 1900-talet, byggdes med massiva spandriller, det vill säga att ytorna mellan bågarna var helt fyllda med stenmaterial. Senare blev broar med öppna spandriller mer vanligt, där tunna stänger användes för att sammanfoga broytan med valvbågarna, vilket resulterade i att mindre material behövdes, lägre vikt och lägre kostnader. Längre broar av återvinningsstål och med öppna spandriller blev vanliga på 1920- och 1930-talen.
Spandriller finns även i katedraler och är typiska i stora arkitekturverk från medeltiden och framåt. Där kupolen behövde vila på en fyrkantig yta, restes den ovanför stödpelarna med tredimensionella spandriller, så kallade pendentiv, som gjorde att vikten lades på pelarna.
Inom byggnadstekniken förekommer, beroende på byggnadsdelens placering, beteckningarna bågsvickel, kupolsvickel, mursvickel och valvsvickel. En svickelkolonn är en väggfast hörn- eller sidokolonn, som uppbär en kantbåge eller korsbåge. En svickelkolonnett bär upp valvribborna. Exempel på svickelstenar finns i Valleberga kyrka.